# محمد الإمام
محمد الإمام (1910م / 1970م) مغربي، من الشيوخ المرموقين الذين ساهموا بمؤلفاتهم القيمة لتعزيز المكتبة الإسلامية في أصول الفقه، ولد سنة 1910م بمنطقة تدعى «إكرزيم» شرق الصحراء المغربية. استهل دراسته بحفظ القرآن الكريم، واطلع على علوم السنة والفقه والأدب، عاصر الاستعمار الفرنسي , وجاهد من أجل استقلال وطنه، أسس زاوية بقبائل باعمران ومنها إنطلق الجهاد الروحي والأدبي والديني، إلتحق بمدينة تزنيت في أوائل الاستقلال، وعينه الملك محمد الخامس عضوا بمجلس الشئون بتزنيت، ولعب قلمه النضالي دورًا هامًا في ترسيخ مفهوم الجهاد والكفاح من أجل تأكيد إستقلالية الصحراء، إلى أن وافته المنية سنة 1970م

## آثاره
له عدة مؤلفات منها الجأش الربيط في الدفاع عن مغربية شنقيط والرق في الإسلام